# República Árabe Islámica
La República Árabe Islámica (en árabe: الجمهورية العربية الإسلامية; al-Jumhūrīyah al-‘Arabīyah al-Islāmīyah) fue una unificación propuesta entre Túnez y Libia en 1974, acordada entre el líder libio Muammar Gadafi y el presidente tunecino Habib Burguiba. Más tarde se incluyó a países adicionales en la propuesta, como Marruecos y Argelia, pero finalmente esa adición nunca fue implementada.

## Contexto regional
La fusión propuesta entre Túnez y Libia tuvo lugar en un contexto histórico y regional determinado. La política regional en el Magreb jugaba un rol muy vinculado a las constituciones de Túnez, Marruecos y Argelia con el ideal de la unidad magrebí. No obstante, esta idea de unidad magrebí contrastaba con los intereses contrapuestos de Marruecos y Argelia, las dos principales potencias de la región. 
De forma adicional, el panarabismo también influyó la política del mundo árabe. Gadafi era un conocido partidario de esta ideología y por lo tanto trabajó para lograr la unión con varios Estados árabes como Egipto, Siria, Sudán o Túnez. También buscó la unión con Chad. Los tunecinos fueron inicialmente desconfiados respecto a las intenciones de Gadafi, pero el líder libio visitó Túnez en febrero de 1971 y diciembre de 1972 y, en una manifestación celebrada en la capital tunecina durante la segunda visita, habló de su apoyo a una unión entre Libia y Túnez. Al oír las palabras del libio mientras estaba escuchando la radio en su casa, el presidente tunecino Burguiba acudió rápidamente a la marcha donde, después de dejar terminar a Gadafi su intervención, subió al escenario y denunció la idea propuesta por el líder libio. Asimismo, los vínculos entre Libia y Egipto supusieron un quebradero de cabeza para los líderes magrebíes, que temían la proximidad egipcia a sus fronteras orientales y por lo tanto trabajaron para alejar a Libia de la influencia de la República Árabe Unida. En la IV Conferencia Anual del Movimiento de Países No Alineados celebrada en Argel, Burguiba llamó a la unificación de Argelia, Túnez y Libia para formar los "Estados Unidos de África del Norte", un movimiento que afirmó que debía proponerse para ser concretado en etapas que comprendían un "período de tiempo sin especificar".

## Declaración de Yerba
El 11 de enero de 1974 fue firmada la Declaración de Yerba por parte de Burguiba y Gadafi, quienes comprometieron a sus dos países a convertirse en un único Estado que se denominaría "República Árabe Islámica". El acuerdo fue firmado en la isla tunecina de Yerba y, debido a esto, pasó a ser conocido como la "Declaración de Yerba" o el "Acuerdo de Yerba". Se programaron sendos referéndums en cada país para votar el asunto. La táctica espontánea de tratar la unidad con otro Estado para Gadafi quiso tomar una aproximación diferente al anterior intento de unión con Egipto, donde tuvieron lugar largas negociaciones que no llevaron a nada. Es posible que Burguiba fuese quien originalmente buscara la unión entre Libia y Túnez, ya que buscaba aliados regionales y también quería "alejar a Libia de Egipto".
El acuerdo de unión fue una sorpresa para los observadores, quienes creyeron previamente que Burguiba no apoyaba dicha idea, en parte debido a las tensiones provocadas por el discurso de Gadafi de 1972. Este cambio de parecer también pudo haber sido influenciado por la presencia de 30.000 trabajadores tunecinos en Libia durante esa época. Mientras Túnez sufría un excedente de mano de obra, una deuda externa de 1.000 millones de dólares y falta de recursos naturales, una unión económica más próxima con una Libia rica en recursos pero falta de mano de obra pudo haber sido una alternativa más atractiva. El por qué de la decisión de Burguiba de apoyar la unión no se conoce completamente, pero se sabe que el Acuerdo de Yerba era visto con suspicacia por tunecinos y argelinos, así como fuera de los Estados implicados tanto a nivel regional como internacional.
La República Árabe Islámica supuestamente iba a tener "una única Constitución, un único Ejército y un único Presidente". Bajo el acuerdo, Burguiba sería el Presidente y Gadafi sería Ministro de Defensa. Antes de la Declaración de Yerba tuvieron lugar múltiples acuerdos respecto a asuntos singulares y separados entre los dos Estados respecto a "comercio, asuntos fronterizos, inversiones, regulación de trabajadores migrantes, seguridad social y la creación de una compañía conjunta de astilleros", pero los acuerdos no fueron publicitados como el camino a una unión entre los dos Estados. El apoyo a la unidad más allá de Burguiba vino de otros miembros del Gobierno tunecino, quienes pensaban que se lograría un beneficio superior para la economía del país; el más prominente partidario de la unión fue Mohammed Masmoudi, Ministro de Exteriores tunecino.
La duración del tiempo de unión es motivo de disputas, con una fuente afirmando que duró apenas un mes, mientras otra fuente afirmando que duró solamente un día, y otra tercera fuente afirmando que duró "unos días". Lo que sí es sabido es que Túnez reconsideró el acuerdo poco después de firmarlo, ya que este país apoyaba los beneficios económicos obtenidos gracias a la unión, pero no la entrega de la soberanía tunecina. Asimismo, mientras el gobernante Partido Socialista Destouriano se resistió a los planes de unión debido a su visión de que el acuerdo no era lo suficientemente claro y no incluía la estructuración de las instituciones políticas, Burguiba se retractó en su decisión de formar la República Árabe Islámica. El referéndum en Túnez fue pospuesto el 12 de enero de 1974. Después de la retirada de Túnez firmada por Burguiba, el canciller Masmoudi fue destituido al ser el partidario más destacado de dicha unión.
Antes de que el acuerdo fuese disuelto, Gadafi pensaba que una unión en la región llevaría a la unificación regional y, en última instancia, a la unificación del mundo árabe. Después de la concepción y la desestimación de la unión, el juicio y la capacidad de Burguiba para liderar Túnez fue cuestionado. Un periodista tunecino llamado Bechir Ben Yahmed, apuntaba: "Para mí, Burguiba murió en enero de 1974 en Yerba, cuando durante varios minutos de cara a cara con Gadafi firmó, en la recepción del hotel, aquella famosa carta de unión".

## Fracaso de la Declaración de Yerba
Como consecuencia de las diferencias ideológicas, también hubo una considerable divergencia sobre cómo debía estructurarse el futuro Estado libio-tunecino. Tal y como lo entendía Burguiba, los Estados en sí no desaparecerían, sino que sus fronteras se convertirían en "cooperativamente permeables" a través de la "integración funcional", de forma similar a la actual Unión del Magreb Árabe, formada más de una década después. En privado, Gadafi estaba más interesado en una unión total entre Libia y Túnez dentro de la futura República Árabe Islámica. El líder libio veía a su país más como un movimiento revolucionario que como un Estado territorial. Gadafi sentía que libios y tunecinos eran un mismo pueblo, y que las fronteras eran solamente un producto de las élites gobernantes y la división de África efectuada por los colonialistas europeos.
Finalmente, estaban las dificultades políticas regionales. Como se ha mencionado antes, las relaciones entre Egipto y Libia comenzaron a deteriorarse a partir de 1973. A la luz de una mermada amenaza egipcia, Argelia ya no consideraba necesario e incluso consideraba poco deseable una unión con Libia y tampoco deseaba que Túnez lo hiciera. Por lo tanto, a las 24 horas del anuncio del acuerdo que daría forma a la República Árabe Islámica, Argelia amenazó a Túnez con una intervención militar si seguían adelante con la unificación. También existen acusaciones no demostradas del soborno del cuerpo diplomático tunecino por parte de Trípoli. Ocurriese lo que ocurriese, la unificación con Libia nunca llegó a suceder y las relaciones entre los dos países se deterioraron paulatinamente.